# Бурыкина, Наталья Викторовна
Бурыкина Наталья Викторовна (20 августа 1960, Малоярославец, Калужская область) — депутат Государственной Думы. Председатель комитета ГД по финансовому рынку с декабря 2011 по март 2015 года.

## Образование
- В 1986 году окончила Московский текстильный институт им. А. Н. Косыгина
- В 2006 году окончила Дипломатическую академию МИД России[1][4].

## Государственная деятельность
- В 2000—2003 — руководитель аппарата комитета ГД РФ по бюджету и налогам[1].
- В 2003—2007 — депутат Государственной Думы Федерального Собрания (ФС) РФ четвёртого созыва[1].
- В 2007—2011 — депутат Государственной Думы Федерального Собрания (ФС) РФ пятого созывов, член комитета ГД по бюджету и налогам. Член фракции «Единая Россия»[1].
- В декабре 2011 г. избрана депутатом Государственной Думы ФС РФ шестого созыва. Член фракции «Единая Россия». Председатель комитета ГД по финансовому рынку[1][4].
- В 2016 г. вступила в партию «Партия Роста»

### Законопроекты
Выдвинула 84 законопроекта.
Под руководством Н. В. Бурыкиной в Комитете ГД по финансовому рынку дорабатывался ряд знаковых для финансового рынка законодательных инициатив, в том числе:
— по созданию «мегарегулятора» на базе Банка России (Федеральный закон от 23.07.2013 N 251-ФЗ «О внесении изменений в отдельные законодательные акты Российской Федерации в связи с передачей Центральному банку Российской Федерации полномочий по регулированию, контролю и надзору в сфере финансовых рынков»);
— по кардинальной реформе регулирования негосударственных пенсионных фондов (Федеральный закон от 28.12.2013 N 410-ФЗ «О внесении изменений в Федеральный закон „О негосударственных пенсионных фондах“ и отдельные законодательные акты Российской Федерации»);
— по созданию механизма выплаты страхового возмещения по вкладам граждан, проживающих в Республике Крым и городе федерального значения Севастополь (Федеральный закон от 02.04.2014 N 39-ФЗ «О защите интересов физических лиц, имеющих вклады в банках и обособленных структурных подразделениях банков, зарегистрированных и (или) действующих на территории Республики Крым и на территории города федерального значения Севастополя»);
— по созданию в Российской Федерации национальной системы платежных карт (Федеральный закон от 05.05.2014 N 112-ФЗ «О внесении изменений в Федеральный закон „О национальной платежной системе“ и отдельные законодательные акты Российской Федерации»);
и множество других законопроектов.
В октябре 2013 она внесла законопроект о совмещении обязательного вида страхования ОСАГО с добровольным видом страхования каско, который подвергся резкой критике со стороны страхового сообщества. Причём в качестве одного из аргументов в пользу такого объединения Бурыкина на полном серьёзе говорила о снижении стоимости страхования для конечного покупателя из-за экономии на бланке полиса, притом, что себестоимость полиса ОСАГО составляет около 5 рублей. Кроме того, Бурыкина предложила ввести франшизу в ОСАГО, что в случае реализации этого предложения могло привести к снижению и без того невысокого качества обслуживания по ОСАГО. А в июне 2014 года она внесла в Государственную Думу законопроект, предусматривавший повышение страховых сумм по ОСАГО без увеличения страховых тарифов. Когда же на публичном обсуждении этого законопроекта против этого выступил даже заместитель председателя Центрального Банка, указав на то, что это приведёт к разорению страховых компаний и к их уходу с рынка ОСАГО, Наталья Бурыкина призвала к созданию госкомпании, желая вернуть страховой рынок к состоянию 1988 года.

## Награды
- Орден Дружбы (10 мая 2011 года) — за активное участие в законотворческой деятельности и многолетнюю добросовестную работу[13].
- Благодарность Президента Российской Федерации (12 апреля 2004 года) — за активное участие в законотворческой деятельности[14].
- Почётная грамота правительства Российской Федерации (4 июля 2013 года) — за многолетнюю плодотворную законотворческую деятельность и развитие законодательства Российской Федерации[15].